# Denominação Comum Brasileira
A Denominação Comum Brasileira abreviada como DCB é uma nomenclatura oficial em língua portuguesa de fármacos ou princípios ativos que foram aprovadas pela Anvisa e são utilizados no Brasil. Na lista consolidada de outubro de 2021 constam pouco mais de 12 300 itens na lista.
Todo registro também possui um identificador numérico conhecido por Número DCB, utilizado em contextos como registros, licitações e documentação oficial.

## Histórico
Em 1970 Andrejus Korolkovas, da Faculdade de Ciências Farmacêuticas, da Universidade de São Paulo, já publicava sobre a importância de uma nomenclatura para harmonização dos nomes dos fármacos.
No ano de 1981 foi publicado no Diário Oficial da União, pelo Ministério da Saúde, uma lista de nomes genéricos que seriam obrigatórios para um novo registro de um medicamento. Foi realizado uma padronização de nomenclatura e a introdução de códigos numéricos que permitissem a identificação das substâncias. Somente em 1983 foi publicada a norma sanitária que tornaria obrigatória a utilização destes nomes nos documentos oficiais.
A partir daí a lista foi sendo melhorada com adição de novos itens e padronização, pela Professora Elizabeth Igne Ferreira, pela Doutora Elsa Anders Saad e pelo Doutor Carlos Vidotti, com participação de Korolkovas.